# Raffaele Regio
Raffaele Regio, latinizzato come Raphael Regius (provincia di Bergamo, 1440 circa – Venezia, 16 luglio 1520), è stato un umanista e filologo italiano della Repubblica di Venezia.
Fu attivo prima a Padova, dove si fece una reputazione come uno dei massimi studiosi classici, quindi a Venezia, dove si trasferì alla periferia di un gruppo d'élite composto da un manipolo di studiosi sanzionati pubblicamente, docenti stipendiati alle dipendenze della stessa Serenissima: ai margini di questo mondo elitario si muoveva anche l'umanista ed editore Aldo Manuzio.

## Biografia
Raffaele Regio nacque verso la fine degli anni 1430 nel bergamasco.
Poche le notizie sui primi anni della sua vita. Regio, o Regius come si firmava, fu senza dubbio allievo di Benedetto Brugnolo, figura centrale tra gli umanisti veneziani, che dirigeva la Scuola di San Marco e teneva lezioni quotidiane ai piedi del Campanile dal 1466 fino alla sua morte nel 1502, «universalmente compianto e di età superiore ai novant'anni».
Regio insegnò retorica latina all'Università di Padova dal 1482 al 1486, per essere sostituito da Giovanni Calfurnio, riprendendo l'insegnamento alla morte di quest'ultimo nel 1503 fino al 1509, quando l'occupazione delle truppe imperiali fece sospendere le lezioni; l'anno successivo era nell'elenco dei lettori. Dal 1512 e fino alla morte insegnò presso la Scuola di San Marco a Venezia.
L'impresa più famosa di Regio è la sua dimostrazione che la Rhetorica ad C. Herennium, o Rhetorica secunda, non fu scritta da Cicerone, pietra miliare nello sviluppo della critica testuale. La sua aspra rivalità con altri studiosi e il disprezzo per i "semidocti" riflettono familiari tensioni competitive nel temperamento talvolta offensivo dell'umanesimo rinascimentale.
Nella sua edizione delle Institutiones Oratoria di Quintiliano, Regio fu il primo a tentare di correggere i numerosi errori ("depravationes") nel testo di Quintiliano. Nel suo trattato sul testo di Quintiliano, i Problemata (probabilmente 1492), espose i suoi metodi nella critica testuale, che offrono "spunti ancora validi e utili per la moderna critica testuale", sebbene Regius dipendesse più dalla propria razionalizzazione ("ratio") per la risoluzione delle difficoltà testuali che da un apprezzamento delle relazioni tra manoscritti, per la quale uno studioso moderno si sforzerebbe. Regio riconobbe come le glosse potessero insinuarsi in un testo e corromperlo.
Regio fu il primo a pubblicare il commento (enarrationes) alle Metamorfosi di Ovidio (Venezia, 1492-1493), che divenne l'edizione più frequentemente stampata del poema latino di Ovidio nel XVI secolo.
Morì a Venezia nel 1520 e fu sepolto nell'Oratorio dell'Annunziata in Campo Sant'Angelo.

### Approfondimenti
- (EN)  M. Winterbottom, 1999. "In praise of Raphael Regius" in Siegmar Döpp (a cura di), Antike Rhetorik und ihre Rezeption. Simposio zu Ehren von Professor Dr. Carl Joachim Classen . . . (Stoccarda: Steiner)
- (EN)  JJ Murphy e M. Winterbottom, "Raffaele Regio's Quaestio Dubiting Cicero's Authorship of the Rhetorica ad Herennium: Introduction and Text", in Rhetorica 17 (1999), pp 77–87.
- (FR)  Pierre Maréchaux, « L'arrière-fable : la préface de Marot à la Métamorphose et les commentaire latins d'Ovide ». Clemente Marot « Prince des poëtes françois» 1496-1996. Actes du Colloque International de Cahors en Quercy 21-15 mai 1996 réunis et présentés par Gérard Defaux et Michel Simonin . Paris, Champion, 1997, pp. 77-92 [su Marot e Regius].
- (FR)  Pierre Maréchaux, Regius (Regio Raffaele) (1440–1520). Centurie latine. Cent une figures humanistes de la Renaissance aux Lumières offertes à Jacques Chomarat . Ginevra, Droz, 1997, pp. 657-665.
- (FR)  Pierre Maréchaux, «D'un sens à l'autre : Continuité et rupture à travers les commentaires des Métamorphoses d'Ovide du XIVe siècle au XVIe siècle», in Thèmes et figures mythiques, l'Héritage classique, Cahiers TEXTUEL n°33, settembre 1997, pp. 19-31.